# 陀思妥耶夫斯基的普希金演讲
陀思妥耶夫斯基的普希金演讲是费奥多尔·米哈伊洛维奇·陀思妥耶夫斯基为了纪念俄罗斯诗人亚历山大·普希金，于1880年6月20日［儒略曆6月8日］ 在莫斯科的普希金纪念碑揭幕时，发表的一篇演讲。该演讲被认为是他最后几年的最高成就，将他提升到先知的地位，同时进一步巩固自己当时俄国最伟大的作家的地位。
普希金演讲，发表于陀思妥耶夫斯基去世前不到一年，在马路对面的修道院进行了两个小时的宗教仪式后，在苦行廣場发表。 演讲称赞普希金是一位可爱的诗人，一位先知，是俄罗斯民族理想的体现。有些人指出，演讲并非真的是关于普希金的，而是关于俄罗斯，以及陀思妥耶夫斯基本人的。